# Font del Perxe (el Masroig)
La Font del Perxe és una obra del Masroig (Priorat) inclosa a l'Inventari del Patrimoni Arquitectònic de Catalunya.

## Descripció
Conjunt de font i abeurador, formant dos nínxols separats aprofitant el desnivell d'un curt carrer que mena del carrer Major al carrer Barceloneta. El fons de la font és de pedra, formant un senzill element decoratiu del centre del qual surt l'aixeta. L'abeurador és íntegrament de pedra, amb carreus al davant. És possible que alguns elements hagin estat reaprofitats. El conjunt és arrebossat.

## Història
La font de pedra del perxe deu el seu nom a un antic perxe o portal desaparegut potser abans de la fi del segle xix. La fons ha de ser inclosa dins les obres que, a la segona dècada del segle, es dugueren a terme per a abastir el poble d'aigua, inaugurada el dia 11 de maig de 1912. Encara en ús avui dia, la font del perxe ha estat remodelada en algunes ocasions.